# Load
Load este cel de-al șaselea album de studio al trupei americane de heavy metal, Metallica. Albumul a fost lansat pe 4 iunie 1996, de către casa de discuri, Elektra Records în Statele Unite și de Vertigo Records la nivel internațional.
Albumul a arătat mai mult o latură hard rock a lui Metallica decât stilul tipic de thrash metal al trupei, care a înstrăinat o mare parte din fanii trupei. De asemenea, albumul a prezentat influențe din genuri precum: South rock, blues rock, country rock și rock alternativ. Toboșarul Lars Ulrich spune despre Load: Acest album și ceea ce facem cu el; asta, pentru mine, este despre Metallica: explorați lucruri diferite. În minutul în care vă opriți să explorați, apoi stai jos și mori".
La 79 de minute, acest album este cel mai lung album de studio al lui Metallica.

## Lista pieselor
Toate versurile sunt scrise de James Hetfield.
1. Ain't My Bitch - 5:04
2. 2 X 4 - 5:28
3. The House Jack Built - 6:39
4. Until It Sleeps - 4:28
5. King Nothing - 5:30
6. Hero of the Day - 4:22
7. Bleending Me - 8:18
8. Cure - 4:54
9. Poor Twisted Me - 4:00
10. Wasting My Hate -3:57
11. Mama Said - 5:20
12. Thorn Within - 5:52
13. Ronnie - 5:17
14. The Outlaw Torn - 9:49

## Personal
Metallica
- James Hetfield - voce, chitară ritmică, producție; chitară principală ("The House Jack Built", "Thorn Within")
- Kirk Hammett - chitară principală
- Jason Newsted - chitară bas
- Lars Ulrich - tobe, producție

Producție
- Bob Rock - producție
- Brian Dobbs - inginerie, mixing
- Randy Staub - inginerie
- Jason Goldstein - asistent inginer
- Kent Matcke - asistent inginer
- Mike Fraser - amestecare
- Matt Curry - asistent de amestecare
- Mike Rew - asistent la mixare
- George Marino - mastering
- Paul DeCarli - editare digitală
- Mike Gillies - asistent de editare digitală
- Chris Vrenna - asistent de editare digitală
- Andie Airfix - design
- Andres Serrano - design de copertă
- Anton Corbijn - fotografie